# 海洋国家
海洋国家（かいようこっか、英: Maritime nation）とは、大陸国家に対置される地政学的概念である。『海との関わり合いの大きい国家のことをいう。』と辞書で説明されるが、海岸線長、領海面積、軍事費、貿易収支その他どの数字をもって「海との関わり合いの大きい」と判定するのか明確な定義は無い。必ずしも島国や半島といった地理的な条件を要するわけではない。

## 概要
海洋国家という概念は、地政学において重要視され、特に軍人であり戦略研究者であったアルフレッド・セイヤー・マハンが1890年に発表した『海上権力史論』の「海洋国家論」及び海上権力理論（シーパワー）が有名である。マハンは海洋戦略の観点から、「世界大国となるための絶対的な前提条件は海洋を掌握すること」、「大陸国家であることと海洋国家であることは両立し得ない」とする命題を提出した。
フェニキア、カルタゴ、アテナイ、ヴェネツィア共和国、ジェノヴァ共和国、ポルトガル、スペイン、オランダ、フランス、イギリス、アメリカ合衆国、日本が海洋国家の例である。
現代においては、海上交通路 (Sea Lines of Communication, SLOCs) の国際共同管理が行われるようになっている。

## 歴史
古くはフェニキアが海洋国家として成立して交易などで栄えた。古代ローマ帝国もまた共和政ローマ時代のポエニ戦争によるカルタゴ征服以降は海洋国家的な側面を持ち、今日に伝える栄華を築いている。
歴史家の岡田英弘は、モンゴル帝国の弱点をそれが大陸帝国であったところにみ、とりわけ陸上輸送のコストは､水上輸送に比べてはるかに大きいことがあるとした。モンゴル帝国がユーラシア大陸を制圧したあと、欧州や日本などの海洋国家が興隆し､大航海時代が始まる原因ともした。東アジアにおいては倭寇も活躍していく。
大航海時代以降、飛躍的成長を遂げたポルトガル海上帝国やオランダ海上帝国などが栄えた。近代以降においては無敵艦隊を率いるスペイン帝国、バルチック艦隊を率いるロシア帝国などの多くの強力な海軍国があった中、七つの海を制する国として成長した大英帝国が勢力均衡と植民地拡大による世界戦略を展開し、19世紀に世界屈指の海洋帝国へと成長した。
この帝国主義の時代における海洋国家の安全保障としては、まさに制海権を手中にすることであった。とりわけイギリスは世界に植民地を開き、インドに東インド会社を設立、アジア進出の拠点とすることによって軍事・通商・輸送ネットワークの拡大に努めていった。
第一次世界大戦においては、海洋帝国に位置づけられる国家群（イギリス帝国・フランス植民地帝国・大日本帝国・など）は戦勝国となり、逆に大陸帝国（オーストリア＝ハンガリー帝国・ドイツ帝国・オスマン帝国・ロシア帝国）は軒並み敗戦国となるか崩壊していき、国民国家モデルが一部取り入れられながらも海洋帝国の優位は揺らがなかった。

## 海洋国家戦略
海洋国家はその隔離された環境から他の地域の影響が及びにくく、国内の団結力を維持し、海上交通力と制海権を握ることで、貿易によって国家の発展と存立に必要なエネルギーを取得できるとされる。強大で強固な海軍力を有し外敵を防ぎ、エネルギー供給の妨害を排除するとともに海上交通路（シーレーン）の要衝（チョークポイント）を押さえておけば領土を拡大する必要はないとされる。
海洋国家における防衛上の利点は海洋が天然の城壁の役割をし、常に外敵の脅威を受けやすい大陸国家に対して外国からの領土侵攻の危機も少ないことにある。他国の領域を通過することなく比較的自由な交易が可能であり、必要な物資や文化を導入を図ることで国家の繁栄を築いてきたのが古来からの海洋国家の戦略である。
海洋国家に求められる戦略の基本原則とは、海洋交通の要衝における戦略的な姿勢や、海軍基地の戦略的展開、国民の海洋民族性、政権の海洋戦略が重要であるとされる。主に海洋国家的な国家戦略とは国際的な関わりの中で国民的生存・繁栄を手にする生き方であるとされ、国際的な協調があって、自国の平和と繁栄が確保されるという。こうした海洋中心の戦略を海洋戦略といい、地政学的に島国であり、資源のない日本にとってそのあり方は現実的な国家安全保障を考察するにあたって非常に大きなキーワードのひとつでもある。

## 理論史
海洋国家の理論は19世紀後半における米英を中心とした地政学分野で発達した。海洋国家の理論の先駆者として知られるのが、『海上権力史論』の著者マハンである。マハンは世界の強国となるための前提条件として制海権を握ることを説いた。マハンの祖国アメリカが、南北戦争以降の西部開拓時代に海外発展に遅れをとったことが背景にあるとされ、欧州列強の拡大に対して挽回を図るという意図があったともされる。
イギリスの政治家ハルフォード・マッキンダーは、ハートランド論を唱え、「人類の歴史はランドパワーとシーパワーの闘争の歴史である」としたうえで、「これからはランドパワーの時代である」とし、海洋国家イギリスに生まれ育ちながらランドパワー論者となった。マッキンダーによれば、海洋国家は攻撃的ではないが、隣国の勢力が強くなることを忌み嫌う。大陸国家が外洋に出て、新たな海上交通路や権益の拡大をしようとすれば、海洋国家はそれを防ぐべく封じ込めを図ろうとする。それゆえ大陸国家と海洋国家の交わる地域での紛争危機はより高まる。
また、「東欧を支配するものがハートランドを支配し、ハートランドを支配するものが世界島を支配し、世界島を支配するものが世界を支配する」とした上でイギリスを中心とした海軍強国が陸軍強国による世界島支配を阻止すべきだと論じ、海洋国家によるミッドランド・オーシャン連合を提唱した。理論の後継者にニコラス・スパイクマンのリムランドがある。
政治学者ルドルフ・チェレンは国家を有機体のひとつとみなし、国家有機体論を唱えた。チェレンは、国家の精神は国民や民族により具現化し、領土は国家の肉体であるとした。領土については地理的個性化の法則を論じ、国家の理想的な姿を自然の範囲、自然的境界と自然の領土にあるとした。自然的境界として最も理想的なものは海であり、大陸国家もまた大洋を目指してその領土を拡大しようとする理由は主にそこにあるとした。一方で、自然的領土については河川ないし河川囲繞と海洋囲繞であるとした。

## おもな海洋国家

### 過去の海洋国家
- アテナイ
- イギリス帝国
- ヴェネツィア共和国
- オマーン海上帝国
- オランダ海上帝国
- カルタゴ
- キルワ王国
- ジェノヴァ共和国
- スペイン帝国
- 大日本帝国
- トンガ大首長国
- ドイツ植民地帝国
- 南宋
- フェニキア
- フランス植民地帝国
- 平氏政権
- ポルトガル海上帝国
- 琉球王国